# Natação nos Jogos Pan-Americanos de 2015 - 200 m borboleta masculino
As competições dos 200 metros borboleta masculino da natação nos Jogos Pan-Americanos de 2015 foram realizadas em 14 de julho no Centro Aquático CIBC Pan e Parapan-Americano, em Toronto.

## Calendário
Horário local (UTC-4).
| Data        | Horário | Fase          |
| ----------- | ------- | ------------- |
| 14 de julho | 10:45   | Eliminatórias |
| 14 de julho | 19:53   | Final B       |
| 14 de julho | 20:00   | Final A       |

## Medalhistas
| Ouro   | BRA Leonardo de Deus |
| Prata  | CAN Zack Chetrat     |
| Bronze | CAN Alec Page        |

## Recordes
Antes desta competição, os recordes mundiais e pan-americanos da prova eram os seguintes:
| Tipo                             | Atleta              | Tempo   | Local          | Data                |
| -------------------------------- | ------------------- | ------- | -------------- | ------------------- |
|                                  | USA Michael Phelps  | 1m51s51 | Roma           | 29 de julho de 2009 |
| Recorde dos Jogos Pan-Americanos | BRA Kaio de Almeida | 1m55s45 | Rio de Janeiro | 21 de julho de 2007 |

## Resultados

### Eliminatórias
A eliminatória foi realizada em 14 de julho. 
| Pos. | Bateria | Raia | Nadador             | Nacionalidade                | Tempo   | Nota |
| ---- | ------- | ---- | ------------------- | ---------------------------- | ------- | ---- |
| 1    | 2       | 6    | Mauricio Fiol       | PER Peru                     | 1:56.81 | QA,  |
| 2    | 3       | 4    | Leonardo de Deus    | BRA Brasil                   | 1:58.44 | QA   |
| 3    | 1       | 4    | Bobby Bollier       | USA Estados Unidos           | 1:58.61 | QA   |
| 4    | 3       | 5    | Alec Page           | CAN Canadá                   | 1:58.82 | QA   |
| 5    | 3       | 3    | Marcos Lavado       | VEN Venezuela                | 1:59.08 | QA   |
| 6    | 2       | 4    | Kaio de Almeida     | BRA Brasil                   | 1:59.24 | QA   |
| 7    | 1       | 5    | Zack Chetrat        | CAN Canadá                   | 1:59.39 | QA   |
| 8    | 2       | 5    | Andrew Torres       | PUR Porto Rico               | 1:59.83 | QA   |
| 9    | 3       | 6    | Long Yuan Gutierrez | MEX México                   | 2:00.30 | QB   |
| 10   | 1       | 6    | Esnaider Reales     | COL Colômbia                 | 2:01.19 | QB   |
| 11   | 2       | 3    | Andres Montoya      | COL Colômbia                 | 2:01.73 | QB   |
| 12   | 2       | 2    | Lazaro Vergara      | CUB Cuba                     | 2:02.43 | QB   |
| 13   | 1       | 3    | Ty Stewart          | USA Estados Unidos           | 2:02.68 | QB   |
| 14   | 3       | 2    | Jose Martinez       | MEX México                   | 2:03.15 | QB   |
| 15   | 1       | 2    | Maximiliano Abreu   | PAR Paraguai                 | 2:05.61 | QB   |
| 16   | 2       | 7    | Matthew Mays        | ISV Ilhas Virgens Americanas | 2:07.90 | QB   |
| 17   | 3       | 7    | Aldo Castillo       | BOL Bolívia                  | 2:12.77 |      |

### Final B
A final B foi realizada em 14 de julho. 
| Pos. | Raia | Nadador             | Nacionalidade                | Tempo   | Notas |
| ---- | ---- | ------------------- | ---------------------------- | ------- | ----- |
| 9    | 4    | Long Yuan Gutierrez | MEX México                   | 2:00.09 |       |
| 10   | 5    | Esnaider Reales     | COL Colômbia                 | 2:00.79 |       |
| 11   | 3    | Andres Montoya      | COL Colômbia                 | 2:00.93 |       |
| 12   | 6    | Lazaro Vergara      | CUB Cuba                     | 2:02.30 |       |
| 13   | 7    | Jose Martinez       | MEX México                   | 2:02.39 |       |
| 14   | 2    | Ty Stewart          | USA Estados Unidos           | 2:02.59 |       |
| 15   | 1    | Maximiliano Abreu   | PAR Paraguai                 | 2:06.91 |       |
| 16   | 8    | Matthew Mays        | ISV Ilhas Virgens Americanas | 2:09.74 |       |

### Final A
A final A foi realizada em 14 de julho. 
| Pos.              | Raia | Nadador          | Nacionalidade      | Tempo   | Notas                            |
| ----------------- | ---- | ---------------- | ------------------ | ------- | -------------------------------- |
| Medalha de ouro   | 5    | Leonardo de Deus | BRA Brasil         | 1:55.01 | Recorde dos Jogos Pan-Americanos |
| Medalha de prata  | 1    | Zack Chetrat     | CAN Canadá         | 1:56.90 | Recorde nacional                 |
| Medalha de bronze | 6    | Alec Page        | CAN Canadá         | 1:58.01 |                                  |
| 4                 | 7    | Kaio de Almeida  | BRA Brasil         | 1:58.51 |                                  |
| 5                 | 8    | Andrew Torres    | PUR Porto Rico     | 1:59.37 |                                  |
| 6                 | 2    | Marcos Lavado    | VEN Venezuela      | 1:59.59 |                                  |
| 7                 | 3    | Bobby Bollier    | USA Estados Unidos | 1:59.89 |                                  |
| DSQ               | 4    | Mauricio Fiol    | PER Peru           | 1:55.15 | Recorde nacional                 |

- O nadador peruano Mauricio Fiol foi suspenso da competição por uso da substancia estanozolol [5]

Legenda
| Recorde mundial                  | Recorde mundial (World record)               |                       | Recorde africano                      | Recorde africano (African) |                                           | Q | Classificado por posição (Qualified) |
| Recorde dos Jogos Pan-Americanos | Recorde pan-americano (Pan-American record)  | Recorde da América    | Recorde da América (Americas)         | q                          | Classificado por melhor tempo (Qualified) |   |                                      |
| Melhor marca do ano              | Melhor marca do ano (World leading)          | Recorde asiático      | Recorde asiático (Asian)              | DNS                        | Não largou (Did not start)                |   |                                      |
| Recorde nacional                 | Recorde nacional (National record)           | Recorde europeu       | Recorde europeu (European)            | DNF                        | Não terminou (Did not finish)             |   |                                      |
| Recorde pessoal                  | Recorde pessoal do atleta (Personal best)    | Recorde da Oceania    | Recorde da Oceania (Oceania)          | DSQ / DQ                   | Desclassificado (Disqualified)            |   |                                      |
| Recorde da temporada             | Recorde da temporada do atleta (Season best) | Recorde sul-americano | Recorde sul-americano (South America) | NM                         | Sem marca (No mark)                       |   |                                      |